# Goliaixi
Goliaixi (en rus: Голяши) és un poble de l'óblast de Vólogda, a Rússia, que el 2002 tenia 19 habitants. Forma part de l'assentament rural d'Oixta des del 2016 (i, anteriorment, del de Kazakovo).